# 원로 (정교회)
원로(그리스어: Γέροντας)는 그리스 정교회의 장로이며, 러시아 정교회의 스타레트와 유사하다. 그들은 일반적으로 수도자들이며, 특히 수도사제들이다. 여성 대응은 여 원로(Γερόντισσα)이다.

## 같이 보기
- 칼로게로스